# Charles Edward Jones
Charles Edward ("Chuck") Jones (Clinton, Indiana, 4 de noviembre de 1952 - Manhattan, Nueva York, 11 de septiembre de 2001) fue un oficial de la Fuerza Aérea de los Estados Unidos, un programador de ordenadores y un astronauta en el programa de ingenieros de vuelos espaciales tripulados del USAF.

## Biografía
Jones nació en Clinton, Indiana. Se graduó en el Wichita East High School en 1970 y obtuvo una licenciatura en ciencias en ingeniería astronáutica en la Academia de la Fuerza Aérea de los Estados Unidos en 1974. Se enroló en el programa de  ingeniería de vuelos espaciales tripulados en 1982 y estaba previsto que volara en la misión STS-71-B en diciembre de 1986, pero la misión fue cancelada después del Accidente del Challenger en enero de 1986. Abandonó el programa de ingeniero de vuelos espaciales tripulados en 1987.
Murió a la edad de 48 años durante los atentados del 11 de septiembre de 2001 a bordo del Vuelo 11 de American Airlines, el primer avión secuestrado que se estrelló en la Torre Norte del World Trade Center. Estaba viviendo como coronel retirado de la fuerza aérea de los Estados Unidos en Bedford, Massachusetts en el momento de su muerte. le sobrevive su esposa, Jeanette.
En el National September 11 Memorial & Museum, Jones se encuentra memorializado en la piscina norte, en el panel N-74.